# Intersticio (mineralogía)

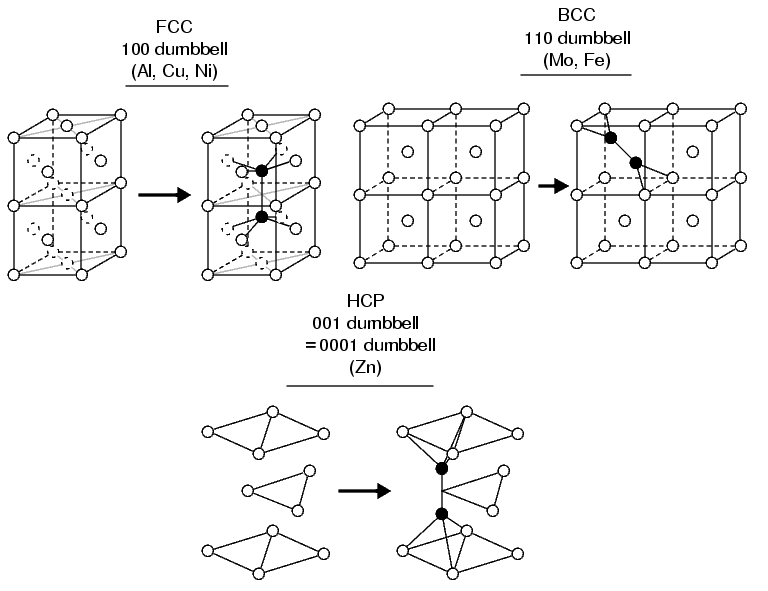
Estructura intersticial de algunos metales comunes.La figura izquierda de cada pareja muestra el cristal perfecto, y la derecha, el cristal con impurezas

El intersticio es cada uno de los espacios vacíos que quedan entre los átomos que forman la red cristalina de un material, así como también el espacio hueco entre los granos de una roca.
Un defecto intersticial se forma cuando se inserta un átomo adicional en la estructura de la red, en un lugar que no es nodo normal, o sea, en un intersticio.
El espacio que queda libre entre los átomos de los cristales sólo mide unos cuantos angstroms. Sin embargo, es lo suficientemente grande como para se introduzcan átomos extraños que constituyen las impurezas de los cristales. La mayoría de las veces consisten en iones que confieren color a los cristales, (por ejemplo, las muchas variedades que presenta el cuarzo, son el resultado de impurezas alojadas en los intersticios presentes en la estructura cristalina.)